# 완주 송광사 목조삼전패
완주 송광사 목조삼전패(完州 松廣寺 木造三殿牌)는 대한민국 전북특별자치도 완주군 송광사 대웅전 삼존불 사이 앞쪽에 있는 나무로 만든 3점의 패(牌)이다. 1999년 4월 23일 전라북도의 유형문화재 제170호로 지정되었다.

## 개요
대웅전 삼존불 사이 앞쪽에 있는 나무로 만든 3점의 패(牌)이다. 전체적인 만든 방법과 형태는 같으나 부분적으로는 차이를 보인다.
그중 하나는 높이 2.28m로 앞면에 임금의 만수무강을 기원하는 글씨가 있고, 뒷면에는 조선 16대 왕인 인조 때 조성된 것이란 제작연대가 있다. 다른 2점은 높이가 2.08m로 같으며, 뒷면에 정조 16년(1792)에 수리하였음을 검은 글씨로 기록하고 있다.
일반적으로 불·보살의 명칭을 적은 다른 위패들과는 달리 왕, 왕비, 세자로 조성한 2m가 넘는 대작이다. 여러 장의 목판을 엮어서 만든 것으로 구름과 용을 뚫어새긴 것이 특징이다.
조각이 정교하고 크기가 크며, 조성된 연대와 수리한 연대를 알 수 있는 작품으로, 대다수 연대를 알 수 없는 불교 목공예의 시기를 정하는데 기준이 되는 중요한 작품이다.

## 현지 안내문
대웅전 삼존불상 사이에 있는 이 나무패 세 개는 17세기에 만든 것으로, 이 삼전패는 목패, 원패라고도 한다. 뒷면에는 각각 주상전사수만세, 왕비전하수제년, 세자전하수천추라고 적혀 있는데, 인조 임금과 왕비, 그리고 소현세자 봉림대군의 안녕을 빌어드린 조각이다.
인조는 병자호란을 맞아 어지러운 민심과 피폐해진 재정을 회복하고자, 최고 승병대장인 16도청섭 벽암 스님과 승병을 보내 송광사를 대대적으로 복원하고 이 절을 호국원찰로 삼았다.
연꽃과 그림 그리고 왕을 상징하는 용무늬로 화려하게 장식하였으며, 특히 왕을 상징하는 중앙 나무패에 있는 구름과 용이 섞인 그림은 불교 미술의 극치를 보여준다.

## 참고 자료
- 송광사목조삼전패 - 국가유산청 국가유산포털